# Julio César Pérez (futbolista)
Julio César Pérez Peredo (Santa Cruz de la Sierra, Bolivia; 24 de octubre de 1991) es un futbolista boliviano que juega en la posición de centrocampista y su equipo actual es Blooming de la Primera División de Bolivia.

## Trayectoria
En 2015 fue fichado por The Strongest. El 2019 retorno a Oriente Petrolero, luego de cinco años.

## Estadísticas
| Club              | Estación | Liga         | Liga      | Taza         | Taza      | Continental  | Continental | Otro         | Otro      | Total        | Total     |
| Club              | Estación | Aplicaciones | Objetivos | Aplicaciones | Objetivos | Aplicaciones | Objetivos   | Aplicaciones | Objetivos | Aplicaciones | Objetivos |
| ----------------- | -------- | ------------ | --------- | ------------ | --------- | ------------ | ----------- | ------------ | --------- | ------------ | --------- |
| Oriente Petrolero | 2011@–12 | 1            | 0         | —            | —         | —            | —           | —            | —         | 1            | 0         |
| Oriente Petrolero | 2012@–13 | 4            | 0         | —            | —         | —            | —           | —            | —         | 4            | 0         |
| Oriente Petrolero | Total    | 5            | 0         | 0            | 0         | 0            | 0           | 0            | 0         | 5            | 0         |
| Guabirá           | 2013@–14 | 7            | 0         | —            | —         | —            | —           | —            | —         | 7            | 0         |
| Sport Boys Warnes | 2014@–15 | 22           | 2         | —            | —         | —            | —           | —            | —         | 22           | 2         |
| El más Fuerte     | 2015@–16 | 17           | 1         | —            | —         | 0            | 0           | —            | —         | 17           | 1         |
| El más Fuerte     | 2016@–17 | 6            | 1         | —            | —         | 4            | 0           | —            | —         | 10           | 1         |
| El más Fuerte     | Total    | 23           | 2         | 0            | 0         | 4            | 0           | 0            | 0         | 27           | 2         |
| Total             | Total    | 57           | 4         | 0            | 0         | 4            | 0           | 0            | 0         | 61           | 4         |